# Lygesis mendica
Lygesis mendica là một loài bọ cánh cứng trong họ Cerambycidae.